# دختر زیبا
دختر زیبا (انگلیسی: The Nymph) با نامِ اصلیِ دختر زیبای عامی (ایتالیایی: Ninfa plebea) یک فیلم کمدی-درام ایتالیایی به کارگردانی لینا ورتمولر است که در سال ۱۹۹۶ منتشر شد.

## بازیگران
- رائول بووا
- استفانیا ساندرلی
- ایزا دنیلی
- لورنتسو کرسپی
- جودیتا دل وچو
- لولا پانیانی
- جوزپه دِ رُزا